# La finestra dentro
La finestra dentro è il primo album in studio di Juri Camisasca, pubblicato dalla Bla Bla nel 1974.

## Tracce
Testi e musica di Juri Camisasca.
Lato A
1. Un galantuomo – 4:38
2. Ho un grande vuoto nella testa – 3:45
3. Metamorfosi – 4:40
4. Scavando col badile – 6:00

Durata totale: 19:03
Lato B
1. John – 6:45
2. Un fiume di luce – 2:10
3. Il regno dell'Eden – 9:50

Durata totale: 18:45

## Formazione
- Juri Camisasca - voce, chitarra
- Franco Battiato - sintetizzatore, tastiera
- Maurizio Petrò - chitarra
- Gianni Mocchetti - chitarra, basso
- Mario Ellepi - chitarra
- Pino Massara - tastiera
- Gianfranco D'Adda - batteria, percussioni
- Lino Capra Vaccina - percussioni
- Marco Ravasio - violoncello
- Antonella Conz, Rossella Conz - cori

Note aggiuntive
- Franco Battiato e Pino Massara - produttori
- Registrazioni effettuate al Regson Studio di Milano.
- Gianluigi Pezzera - tecnico del suono
- Luciano Marioni - tecnico del suono
- Paolo Bocchi - tecnico del suono